# Алексеевка (Макарьевский сельсовет)
Алексеевка — упразднённый посёлок в Солтонском районе Алтайского края. На момент упразднения входил в состав Макарьевского сельсовета. Исключен из учётных данных в 1983 году.

## География
Располагался в предгорьях Алтая, на левом берегу реки Сары-Чумыш, приблизительно в 920 км, по прямой, к востоку от села Макарьевка.

## История
Основан в 1924 году. В 1928 году деревня Алексеевка состояла из 22 хозяйств. В административном отношении входила в состав Усть-Тальского сельсовета Солтонского района Бийского округа Сибирского края.
Решением Алтайского краевого исполнительного комитета от 27.07.1983 года № 270 посёлок исключен из учётных данных.

## Население
Согласно переписи 1926 года в деревне проживал 121 человек (64 мужчины и 57 женщин), основное население — русские.